# الهروب (مسلسل)
الهروب مسلسل مصري من تأليف بلال فضل وبطولة كريم عبد العزيز؛ أُنتج سنة 2012 وعرض في رمضان 1433هـ/2012م.

## قصة المسلسل
يحكي المسلسل عن مهندس شاب اسمه محمود عبد الناصر خريج هندسة القاهرة حُرم من التعيين في الجامعة كمعيد بقسم الميكانيكا بتوجيهات من أمن الدولة لصلة والده بنشاط الحركة العمالية المناهضة للنظام وبسبب أخاه الأصغر الناشط السياسي والعضو في حركة 6 إبريل، مما أدى إلى متابعته ورصده من قبل مباحث أمن الدولة، وأيضا اعتقاله عدة مرات لاشتباههم في صلته بالأنشطة والحركات المعادية للنظام تاثرًا بوالده أو أخاه الثائر.
يخرج محمود ساعيًا إلى فرصة عمل في مختلف محافظات مصر تارة في السلوم وبور سعيد إلى أن يصــل إلــى الإسكندرية ليعمل ميكانيكي في إحدى ورش السيارات. تقع حادثة تفجير في كنيسة مارجرجس المجاورة لمنطقة سكنه بجوار الورشة مشابهه لحادثة تفجير كنيسة القديسين فيتم القبض عليه هو ورفاقه من مباحث أمن الدولة ويتم تلفيق التهم ضدهم ليأخد محمود النصيب الأكبر من التهم فيودع في سجن وادي النطرون شديد الحراسة إلى أن تقوم أحداث الثورة ويهرب المساجين في أحداث جمعة الغضب فلا يجد أمامه سوى الهروب، وتتصاعد وتيرة الأحداث بعد مقتل أخاه الأصغر في أحداث موقعة الجمل وتتوالى الأحداث فيما بعد.

## فريق العمل

### الممثلون
| الممثل            | الشخصية                     |
| ----------------- | --------------------------- |
| كريم عبد العزيز   | محمود عبد الناصر            |
| دلال عبد العزيز   | أم محمود                    |
| إيمان العاصي      | حبيبة محمود                 |
| أحمد وفيق         | ضابط أمن الدولة             |
| عبد العزيز مخيون  | عبد الناصر (والد محمود)     |
| كارولين خليل      | منى المحامية                |
| مريم حسن          | راجية                       |
| رانيا محمود ياسين | أخت محمود                   |
| كريم قاسم         | أحمد عبد الناصر (أخو محمود) |
| عبد الرحيم حسن    | زوج أخت محمود               |
| رحاب الجمل        | أخت محمود                   |
| أحمد حبشي         | سالم                        |
| ياسر الطوبجي      | زوج أخت محمود               |
| جميل برسوم        | صاحب الورشة                 |
| ياسر علي ماهر     | د.ابراهيم (جماعة الجهاد)    |
| تميم عبده         | حلمي بيه                    |
| سامي عبد الحليم   | والد حبيبة محمود            |
| رجاء الجداوي      | والدة منى المحامية          |
| محمد لطفي         |                             |
| صبري فواز         |                             |
| صبري عبد المنعم   | الحاج إسماعيل               |
| ريم البارودي      | عيشة                        |